# Vlado Kudić
Vlado Kudić (Prozor-Rama, 1968.), bosanskohercegovački književnik.

## Životopis
Osnovnu i srednju školu završava u rodnom gradu, a u Mostaru završava studij novinarstva na Filozofskom fakultetu. Ranije je završio smjer biologija-kemija na Pedagoškoj akademiji također u Mostaru. U devedesetima radove objavljuje u Ramskom vjesniku. Osim pisanja bavi se i skladanjem glazbe. Tijekom 1990-ih bio je glavni i odgovorni urednik Radio Rame.
Dobitnik je nagrade fra Grgo Martić za 2011. godinu u kategoriji najbolje prozno djelo s romanom Taurus. Za priču Snaga riči dobio je nagradu Stjepan Džalto za 2012. godinu.

## Djela
- Bez kormila, zbirka pjesama (1995.)
- Taurus, roman (2011.)